# 居仁里土府
居仁里土府，位于中国广东省佛山市禅城区居仁里38号，为一处清代土府建筑（土府为旧时富户储存贵重物品的建筑）。1998年4月30日，列入佛山市文物保护单位。